# Joseph W. Shaw
Joseph W. Shaw (Amerikai Egyesült Államok, 1935. július 6. –) a Torontói Egyetem professzor emeritusa; az utóbbi időben a bronzkori Égei-tenger építészetével és általános jellegével foglalkozik. Joseph W. Shaw és felesége, Maria fedezték fel, tárták fel és publikálták a Kréta szigetének déli részén fekvő Kommosz romvárosi régészeti lelőhelyet, mely egykor a minószi kori Phaisztosz és Ajía Triáda tengeri kikötője volt. 

## Életpályája
Joseph W. Shaw, teljes nevén Joseph Winterbothams Shaw 1935. július 6-án született az Illinois állambeli Chicagoban. A Brown egyetemen 1957-ben szerzett BA diplomát. Már egyetemi évei alatt néhány professzora egy életre szóló érdeklődést ébresztett benne a klasszikus világ iránt. 
A diploma megszerzése után a Connecticut állambeli Middletownban (Wesleyan University, Connecticut) szerzett tanári mesteri diplomát (1959), majd 1959-ben beiratkozott az athéni American School of Classical Studies téli programjába, ahol sok olyan személyt ismert meg, akik később az ókori görög és római kultúra különböző területeinek kiemelkedő tudósai lettek. 
1960 tavaszán Oscar Broneer, a Chicagói Egyetem munkatársa vette fel, eleinte mint rajzoló asszisztenst, majd 1952-ben kezdett az isztmiai Poszeidón szentély ásatásaihoz, ahol Shaw professzor gyorsított tanfolyamon ismerkedett meg az építészeti felmérésekkel, majd ezt követően kétéves katonai szolgálatra vonult be. Leszerelése után az Illinois-i Technológiai Intézetbe ment, hogy megtanulja a rajzolási technikákat és a görög építészet szempontjait. 1962-1963-ban aztán Robert Scranton, Broneer utódja Shaw professzort bízta meg, hogy egy Kenchreaiba, Korinthosz keleti kikötőjébe induló expedíció során építészeti terveket és rajzokat készítsen. (Kenchreaihoz fűződő kapcsolata 1972-ig tartott.) Ezután 1969-ig több nyáron át dolgozott Görögországban. 
Shaw ásatási építészként tapasztalatokat szerzett Thébában (E. Stasinopoulou Touloupával), Isztmában (Oscar Broneer, Paul Clement professzorokkal), Korinthoszban (Henry Robinson, Gladys Weinberg, Charles Williams professzorokkal), Mükénében (George Mylonas professzorral), Amniszoszban (Dr. Stylianos Alexiou-val) és Thérán (Sypridon Marinatos professzorral). Téli görögországi tartózkodása azt is lehetővé tette számára, hogy tanonckodása alatt továbbfejlessze szakértelmét, és 1964-ben Kréta szigetére menjen, ahol Zakrosban a minószi palotában ásatási építészként alkalmazta a görög régiségügyi minisztérium. 
Közben megismerkedett Maria Coutroubakival, a korinthoszi ásatásvezetővel, akit 1965 februárjában feleségül vett. 1965 nyarán a krétai Kommosz lelőhelyet is felkereste, amely a későbbiekben sok régészeti munkájának középpontjában állt.
Még abban az évben visszatértek Észak-Amerikába, ahol Maria befejezte doktori disszertációját a Bryn Mawr College-ban, férje Joseph pedig beiratkozott a Pennsylvaniai Egyetem doktori programjába, ahol hajózási régészeti kurzust vett fel, disszertációját a mediterrán kikötői létesítmények történetéről írta. A doktori címet 1970-ben kapta meg, és azonnal felvették a Torontói Egyetemre a Képzőművészeti Tanszék adjunktusának, ahol 1973-ban docenssé, 1977-ben pedig egyetemi tanárrá vált. Három cikluson át volt tanszékvezető-helyettes és diplomakoordinátor (1977-1978, 1983-1985 és 1986-1987) a Képzőművészeti Tanszéken, mielőtt 1987-ben a tanszék vezetője lett, és ezt a tisztséget két évig töltötte be. 
1991-ben az ókortudományi program igazgatója és társalapítója lett, amelyet 1996-ig vezetett. Az 1992-es tavaszi félévben a tanszék megbízott diplomás koordinátora, majd az 1992-1993-as tanévben megbízott elnök lett. Az 1995-1996-os tanévben a tanszék társelnöke és diplomás koordinátora volt, majd a tavaszi félévben ismét megbízott elnökként tevékenykedett. 
Utolsó megbízott elnöki megbízatása 1997 őszén volt. 1976-tól kezdődően harminc éven keresztül Shaw professzor összesen több mint 3 000 000 dollárnyi támogatást kapott Kommos ásatási projektjeihez, amelynek egy részét a krétai ásatásokon való éves részvételre fordította a képzett hallgatók számára. Legalább tizenhét kurzust tartott, és nyolc doktorandusz hallgatót felügyelt.
További tudományos beosztásai közé tartozott az Amerikai Tengerészeti Régészeti Intézet adjunktusa (1972-1983), a Királyi Ontario Múzeum tudományos munkatársa (1972-től), az American School of Classical Studies különleges kutatója (1982-1983), valamint a Missouri Egyetem St. Louis-i George Mylonas Emlékelőadója (1982) és a Missouri Egyetem St. Louis-i George Mylonas Emlékelőadója (1992).
Shaw professzor nagyon aktívan tevékenykedett a szakmai szervezetekben. Az athéni Amerikai Klasszikus Tanulmányok Iskolájában az öregdiákok tanácsának tagja volt (1976-1979), és 1991-től kezdve az intézőbizottságban is tevékenykedett. 1980-1986 között a végrehajtó bizottság tagja volt. Az Amerikai Régészeti Intézetben 1973 és 1976 között a végrehajtó bizottság tagja és a társult intézményekkel foglalkozó bizottság elnöke, 1985 és 1987 között pedig alelnöke volt. Később tagja volt a jelölőbizottságnak (1992) és az ösztöndíjbizottságnak (1992-1994). 1986 és 1988 között az aranyérem odaítélésével foglalkozó bizottság elnöke volt.